# Vrachonisída Astakída
Vrachonisída Astakída är en ö i Grekland.   Den ligger i prefekturen Nomós Dodekanísou och regionen Sydegeiska öarna, i den sydöstra delen av landet, 400 km sydost om huvudstaden Aten. Arean är 1,3 kvadratkilometer.
Terrängen på Vrachonisída Astakída är lite kuperad. Öns högsta punkt är 133 meter över havet. Den sträcker sig 1,9 kilometer i nord-sydlig riktning, och 1,2 kilometer i öst-västlig riktning.